# Helen Slater
Pour les articles homonymes, voir Slater.
Helen Slater (née Helen Rachel Schlacter) est une actrice et chanteuse américaine née le 15 décembre 1963 à Bethpage, New York (États-Unis). Elle a été révélée en 1984 par le film Supergirl.

## Biographie
Les parents d'Helen Slater divorcent 1974. Elle vit ensuite seule avec sa mère, Alice Joan Citrin, avocate.
En juin 1982, à 18 ans, elle sort diplômée de la Performing Arts High School de New York où elle étudiait les arts de la scène.

## Carrière
Avant de poursuivre ses études, elle souhaite prendre une année sabbatique pour auditionner. Son père, Gerald Schlacter, producteur exécutif dans l'audiovisuel, vit à ce moment-là à Washington D.C..
Son audition pour le film Supergirl se déroule en octobre 1982. Elle est engagée le mois suivant pour le rôle principal et part tourner à Londres en décembre. Pour ce premier rôle, elle touche un cachet de 70 000 $.
Au début du tournage, elle ne pèse que 52 kg et doit suivre un entrainement de musculation durant 4 mois avec David Prowse, entraineur de Christopher Reeve pour le film Superman.
Elle apparaît ensuite dans trois autres films importants : Y a-t-il quelqu'un pour tuer ma femme ? (1986), face à Danny de Vito et Bette Midler, Le Secret de mon succès (1987) avec Michael J. Fox et La Vie, l'Amour, les Vaches (1991) aux côtés de Billy Crystal.
Après être régulièrement apparue dans des séries télévisées à succès, elle incarne entre 2015 et 2021 la mère adoptive de Kara Danvers / Supergirl, interprétée par Melissa Benoist, dans la série Supergirl.

## Vie privée
Helen Slate se marie en 1989 avec Robert Watzke, acteur et réalisateur américain. Leur fille Hannah Nika Watzke nait le 28 août 1995.
Elle a un frère, David, avocat.

## Filmographie

### Cinéma
- 1984 : Supergirl de Jeannot Szwarc : Kara Zor-El / Supergirl / Linda Lee
- 1985 : La Légende de Billie Jean (The Legend of Billie Jean) de Matthew Robbins : Billie Jean Davy
- 1986 : Y a-t-il quelqu'un pour tuer ma femme ? (Ruthless People) de Zucker, Abrahams, Zucker : Sandy Kessler
- 1987 : Le Secret de mon succès (The Secret of My Succe$s) de Herbert Ross : Christy Wills
- 1988 : Sticky Fingers de Catlin Adams : Hattie
- 1989 : Happy Together de Mel Damski : Alexandra Page
- 1991 : La Vie, l'Amour, les Vaches (City Slickers) de Ron Underwood : Bonnie Rayburn
- 1993 : Betrayal of the Dove de Strathford Hamilton : Ellie West
- 1993 : L'Otage d'une vengeance (A House in the Hills) de Ken Wiederhorn : Alex Weaver
- 1994 : Lassie : Des amis pour la vie (Lassie: Best Friends are Forever) de Daniel Petrie : Laura Turner
- 1995 : The Steal de John Hay : Kim
- 1995 : FBI, un homme à abattre (No Way Back) de Frank A. Cappello : Mary
- 1996 : Heavenzapoppin'! de Robert Watzke : Clara (court métrage)
- 2001 : Nowhere in Sight de Douglas Jackson : Carly Bauers
- 2004 : Seeing Other People de Wallace Wolodarsky : Penelope
- 2012 : Beautiful Wave de David Mueller : Jane, la mère de Nicole
- 2015 : The Curse of Downers Grove de Derick Martini : Diane
- 2015 : A Remarkable Life de Vohn Regensburger : Iris
- 2016 : DC Super Hero Girls : Héroïne de l'année de Cecilia Aranovich : Martha Kent (voix)
- 2023 : The Flash d'Andrés Muschietti : Kara Zor-El / Supergirl (caméo)

### Télévision

#### Séries télévisées
- 1990 : Capital News, d'Allan Arkush : Anne McKenna (8 épisodes[4])
- 1991 : The Hidden Room : Lauren (saison 1, épisode 3)
- 1992 : Seinfeld : Becky Gelke (saison 3, épisode 20)
- 1992 : Dream On : Sarah (saison 3, épisode 16)
- 1997 : Caroline in the City : Cassandra Thompson (saison 2, épisode 18, non créditée)
- 1997 : Michael Hayes : Julie Siegel (3 épisodes)
- 2001 : Will et Grace (Will & Grace) : Peggy Truman (saison 4, épisode 9)
- 2003 : Boston Public : Mme McNeal (saison 4, épisode 8)
- 2004 : New York, unité spéciale (Law and Order: Special Victims Unit) : Susan Coyle (saison 5, épisode 15)
- 2005 : Grey's Anatomy : Nadia Shelton (saison 2, épisode 12)
- 2006 : Old Christine : Liz (saison 1, épisode 8)
- 2007 : Preuve à l'appui (Crossing Jordan) : Elaine Tallridge (saison 6, épisode 9)
- 2007 : Smallville : Lara El (saison 7, épisodes 6 et 8)
- 2009 : Supernatural : Susan Carter (saison 4, épisode 11)
- 2009 : Eleventh Hour : Susan Wynne (saison 1, épisode 18)
- 2009 : Greek : Dr Magda Stephanopoulos (saison 2, épisode 17)
- 2010 : Les Experts : Manhattan (CSI: NY) : Elizabeth Harris (saison 7, épisode 6)
- 2010 : Smallville : Lara El (saison 10, épisode 8)
- 2010 : Gigantic : Jennifer Brooks (10 épisodes[5])
- 2011 : Private Practice : Erin (saison 4, épisode 15)
- 2011 : Drop Dead Diva : Penny Brecker (saison 3, épisode 1)
- 2011-2013 : The Lying Game : Kristin Mercer (30 épisodes)
- 2015 - 2021 : Supergirl : Eliza Danvers, mère adoptive de Supergirl (13 épisodes)

#### Téléfilms
- 1990 : Les Ailes des héros (The Great Air Race) de Marcus ColeJacqui) : Jacqueline Cochran
- 1993 : 12 h 01, prisonnier du temps (12:01) de Jack Sholder : Lisa Fredericks
- 1993 : Chantilly Lace (en) de Linda Yellen : Hannah
- 1994 : Couples de Betty Thomas : Nina
- 1994 : Parallel Lives (en) de Linda Yellen : Elsa Freedman
- 1997 : Une fée bien allumée (Toothless) de Melanie Mayron : la mère de Katherine
- 1998 : Best Friends for Life de Michael Switzer : Pammy Cahill
- 2000 : American Adventure de Troy Miller : Kathy
- 2006 : Miss détective : Le prix à payer (Jane Doe: The Harder They Fall) de Lea Thompson : Stella Andre
- 2011 : Mon père, ce rockeur (Rock the House) d'Ernie Barbarash : Diane
- 2013 : Une mère indigne (The Good Mother) de Richard Gabai : Cheryl

## Discographie
- 2003 : One of These Days (Landsleit Records)
- 2013 : The Myths of Ancient Greece ! Songs and stories for children of all ages (Landsleit Records)
- 2015 : The Ugly Duckling (Landsleit Records)

## Voix françaises
- Emmanuelle Bondeville dans :
  - Supergirl (1984) (1er doublage)
  - 12 h 01, prisonnier du temps (1993)

- Martine Irzenski dans Y a-t-il quelqu'un pour tuer ma femme ? (1986)
- Anne Rondeleux dans Le Secret de mon succès (1987)
- Dorothée Jemma dans La Vie, l'Amour, les Vaches (1991)
- Laurence Crouzet, Patricia Legrand, Sybille Tureau puis Brigitte Berges dans Batman (1992, série d'animation, voix)
- Karine Foviau dans Supergirl (2006) (2d doublage)
- Clara Borras dans Smallville (série télévisée) (2007-2010, série télévisée)
- Véronique Picciotto dans Supernatural (2009, série télévisée)
- Véronique Borgias dans Private Practice (2011, série télévisée)
- Rafaèle Moutier dans Mon père, ce rockeur (2011)
- Juliette Degenne dans Une mère indigne (2013)
- Isabelle Gardien dans Supergirl (2015-2020, série télévisée)
- Chantal Baroin dans DC Super Hero Girls (2019, série d'animation, voix)